# Sugar Rush
《슈가러시》는 AKB48의 노래이며 주먹왕 랄프에도 쓰였다.

## 같이 보기
- zh:Sugar Rush (AKB48歌曲)
- ja:Sugar Rush